# S:t Jacobi gymnasium
S:t Jacobi gymnasium var en gymnasieskola i Vällingby verksam mellan 1960 och 2002.

## Historia
1960 startade ett kommunalt gymnasium i Vällingby, som fram till 1964 var i förening med Vasa realskola, och med verksamhet i realskolans lokaler 1960–62. Den förenade skolans namn var 1960–1964 Vasa realskola och Kommunala gymnasiet i Vällingby. 1964–1966 benämndes gymnasiet Vällingby läroverk/Kommunala gymnasiet i Vällingby som 1967 namnändrades till S:t Jacobi skola och från 1972 S:t Jacobi gymnasium. Gymnasiet avvecklades 2002 och verksamheten överfördes till Blackebergs gymnasium. Studentexamen gavs från 1963 till 1968.
Skolbyggnaden uppfördes 1960–1962 efter ritningar av Helge Zimdahl.